# Indotestudo forstenii
Espèce
Synonymes
- Testudo forstenii Schlegel & Müller, 1845

Statut de conservation UICN

 EN A1cd+2cd : En danger
Statut CITES
Indotestudo forstenii est une espèce de tortues de la famille des Testudinidae.

## Répartition
Cette espèce est endémique d'Indonésie. Elle se rencontre à Sulawesi et à Halmahera aux Moluques.
Sa présence est incertaine à Gebe.

## Étymologie
Cette espèce est nommée en l'honneur d'Eltio Alegondas Forsten (1811–1843).

## Publication originale
- Schlegel et Müller, 1845 : Over de Schildpadden van den Indischen Archipel, beschrijving einer nieuwe soort van Sumatra. Verhandelingen over de Natuurlijke Geschiendenis der Nederlandsche Overzeesche Bezittingen, 1839–44. Part 3. Zoologie, Schildpadden. Leiden, Luchtmans and van der Hoek, p. 29–36.